# マジック&メイデン
マジック&メイデン（マジックアンドメイデン）とは、女性声優5人による日本の声優ユニット。

## 概要
2016年より活動を開始。開始当時は雑誌「アニメグラフ」発であったが、後にプロデュースが株式会社ガンバールに移行。
キャラクターデザインをこるり、クリーチャーデザインを植草航が担当している。

## メンバー
| 名前                           | 生年月日              | 出身地 | イメージカラー | 愛称         |
| ------------------------------ | --------------------- | ------ | -------------- | ------------ |
| 水沢柚乃（みずさわ ゆの）      | 1998年2月20日（27歳） | 静岡県 | 黄             | ゆのしー     |
| 北村真理奈 （きたむら まりな） | 1994年9月24日（30歳） | 東京都 | 青             | まりりん     |
| 加藤亜実 （かとう あみ）       | 1994年4月5日（30歳）  | 北海道 | 白             | あみそい     |
| 岩田美有 （いわた みう）       | 1994年7月24日（30歳） | 富山県 | ピンク         | みゅーみゅー |
| あおきまお （あおき まお）     | 1994年7月21日（30歳） | 東京都 | 赤             | まおにゃー   |

## 略歴
メンバー個人の活動はそれぞれの記事を参照。

### 2015年
- 12月31日 - 秋葉原ホビー天国と鷲宮神社前・大酉茶屋前で無料CD配布。

### 2016年
- 1月17日 - ユーザ生放送「マジックアンドメイデン」のまじめにやりなさい。第0回配信。
- 1月1日 - CAMPFIERにて衣装制作資金確保のためのクラウドファンディングを実施。目標額に達し2月28日に終了
- 1月31日 - 「コミティア115」への参加。
- 4月2日 - マジック&メイデンお披露目イベント「ファーストコンタクト」。初ライブの開催。
- 4月23日、24日 - 都立東大和南公園にて開催された「うまかんべぇ～祭」への参加。イベント中に初の野外ライブ出演及びオープニングトーク等を務める。
- 4月29日、30日 - 「ニコニコ超会議2016」の「超まるなげステージ」への参加。29日は「超まるなげステージ」でのライブに出演。
- 7月1日 - ニコニコ公式チャンネル「マジック＆メイデンチャンネル」スタート
- 7月19日 - ニコニコ生放送『マジック＆メイデン』のマジメにおやりなさい！！がスタート
- 8月15日 - ニコニコ生放送『マジック＆メイデン』のマジメにおやりなさい！！第2回放送を東京アニメセンターで公開配信イベントを行う。
- 9月28日 - 1stシングル「Rainbow」をリリース。
- 10月1日 - Zirco Tokyoにて開催された「A-LIVE ACADEMIA」にOPENING ACTとして参加。このイベントで新衣装のお披露目を行った。
- 10月22日、23日 - 中野サンプラザ前特設ステージにて開催された「中野アニソン文化祭～中野アニソンフェス～」への参加。
- 10月29日 - イーアスつくばイベントスペースにてミニライブが行われた。また特典会と称してメンバーとのハイタッチ会も会場にて行われた。
- 11月12日 - DAT Festa 2016に参加。ここであおきまおのソロ曲の発表があった。
- 12月25日 - TSUTAYA O-Crestで1stワンマンライブ「ぶっ飛び！Rainbow！！」を開催

### 2017年
- 3月18日 - 水沢柚乃卒業
- 5月2日 - 1期メンバー全員卒業に伴い一旦ユニット活動停止

## 楽曲
- シングルCD
  - 1st Rainbow
  - 2nd PartyParty!!